# NGC 2656
NGC 2656 је елиптична галаксија у сазвежђу Велики медвед која се налази на NGC листи објеката дубоког неба.
Деклинација објекта је + 53° 52' 34" а ректасцензија 8h 47m 53,1s. Привидна величина (магнитуда) објекта NGC 2656 износи 13,9 а фотографска магнитуда 14,9. NGC 2656 је још познат и под ознакама MCG 9-15-25, CGCG 264-15, VV 703, PGC 24707.